# Adela Domanus

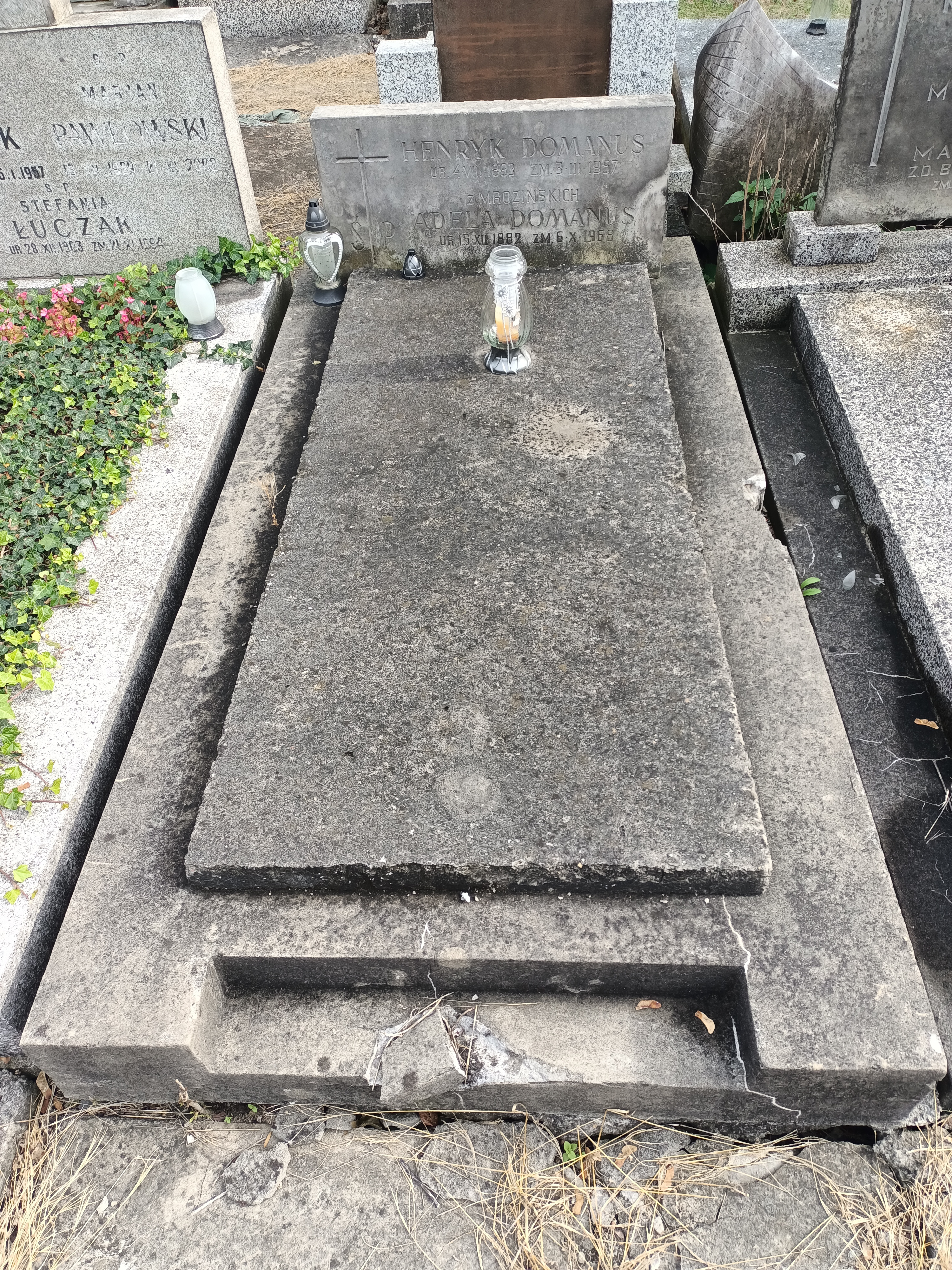
Grób Adeli Domanus na Cmentarzu powązkowskim

Adela Domanus (ur. 15 grudnia 1882, zm. 6 października 1968) – polska „Sprawiedliwa wśród Narodów Świata”.

## Życiorys
W trakcie II wojny światowej Adela Domanus, mieszkająca w Warszawie (ul. Polna 44/5), zaangażowana była w niesienie pomocy Żydom. Zdobyła dla Klary Szapiro i jej siedmioletniej córki Niny sfałszowane dokumenty oraz załatwiła im nocleg u jednego z jej przyjaciół. Kiedy ta kryjówka okazała się niebezpieczna, Domanus umieścił małą Ninę w chrześcijańskim sierocińcu, a dla Klary znalazł pracę jako służąca u niemieckiej rodziny, u której przebywała do wyzwolenia terenów. Ryzykując życie dla prześladowanych Żydów, Domanus kierowała się szczerymi względami humanitarnymi, które przeważały nad względami bezpieczeństwa osobistego. "Serce miałam ściśnięte żalem i współczuciem…” – pisała po latach. Na początku 1941 r. jej syn Józef przemycił z getta warszawskiego swoją dziewczynę Stefanię Adler i poślubił ją pod przybraną tożsamością. Około rok później Domanus udzielił schronienia matce Stefanii, Helenie, po tym jak ona również uciekła z getta. Podczas powstania warszawskiego zaopiekowała się żydowskim mecenasem K. Mettą i jego żoną. Swoje ocalenie zawdzięcza jej także Jadwiga Maczko, która współpracowała z Adelą w konspiracji. Adela dostarczyła jej fałszywe dokumenty na nazwisko Leokadii Sopyły.
Miała męża Henryka, pracownika BGK. Jej synowa była Żydówką.
Adela Domanus jest pochowana na Cmentarzu Stare Powązki w Warszawie (kwateraː 81, rządː 4, miejsceː 23).
26 października 1989 r. Instytut Jad Waszem uhonorował Adelę Domanus medalem „Sprawiedliwy wśród Narodów Świata”.